# Iota Phoenicis
Iota Phoenicis (ι Phoenicis) é uma estrela na constelação de Phoenix. Tem uma magnitude aparente visual de 4,71, sendo visível a olho nu em boas condições de visualização. Com base em medições de paralaxe pela sonda Gaia, está localizada a aproximadamente 260 anos-luz (80 parsecs) de distância da Terra.
Iota Phoenicis é uma estrela quimicamente peculiar do tipo Ap, apresentando altas abundâncias superficiais de estrôncio (Sr), crômio (Cr) e európio (Eu) e sendo classificada com um tipo espectral de A2VpSrCrEu. Uma estrela variável do tipo α2 Canum Venaticorum, sua magnitude aparente varia entre 4,70 e 4,75 com um período incerto de aproximadamente 12,5 dias. Assim como outras estrelas Ap, possui uma rotação lenta, com uma velocidade de rotação projetada de 23 km/s. Um programa de observação com o instrumento FORS1, no Very Large Telescope, não conseguiu detectar um campo magnético nesta estrela. Modelos de evolução estelar estimam para esta estrela uma massa de aproximadamente 2,2 vezes a massa solar e uma idade próxima de 600 milhões de anos.
Duas companheiras visuais são catalogadas próximas de Iota Phoenicis; uma estrela de magnitude 12,8 a separação angular de 6,7 segundos de arco, e uma estrela de magnitude 6,68 a uma separação de 294 segundos de arco (HD 221736). Ambas estão no catálogo da sonda Gaia, possuindo distâncias e movimentos próprios similares aos da estrela primária. Apenas a primeira estrela já foi identificada como uma companheira física.